# Basil Rathbone
Sir Basil Rathbone, all'anagrafe Philip St. John Basil Rathbone (Johannesburg, 13 giugno 1892 – New York, 21 luglio 1967), è stato un attore britannico.
È noto al grande pubblico soprattutto per la sua interpretazione di Sherlock Holmes e per i suoi ruoli di antagonista in diversi film del genere cappa e spada.

## Biografia

### Primi anni
Nato in Sudafrica da genitori inglesi, la sua famiglia dovette fuggire dal paese all'inizio della Seconda guerra boera, a causa dell'accusa che i Boeri mossero contro il padre di Basil, ritenuto una spia al servizio dei britannici. Dopo il rientro in Inghilterra, Basil studiò alla Repton School e trovò poi lavoro presso la Globe Insurance Companies.
Allo scoppio della prima guerra mondiale prestò servizio nel London Scottish Regiment a partire dal 1916. In questo corpo egli incontrò altri attori di rilievo quali Claude Rains, Herbert Marshall e Ronald Colman. Successivamente venne trasferito al 2º battaglione dei Liverpool Scottish col grado di luogotenente e prestò servizio come ufficiale dell'intelligence raggiungendo poi il grado di capitano. Durante la guerra, dimostrò coraggio e astuzia (doti che poi saranno per coincidenza anche le stesse del personaggio più memorabile della sua carriera di attore, Sherlock Holmes), quando in un'occasione, intenzionato ad ottenere una migliore visibilità sul campo, convinse i suoi superiori a permettergli di tracciare le posizioni del nemico in pieno giorno anziché di notte come era in uso fare. Rathbone completò la missione con successo camuffandosi anche con travestimenti che lo rendessero il meno evidenziabile possibile e per questo nel 1918 venne insignito della Military Cross. Durante lo scontro mondiale suo fratello John morì.
Nel 1914 sposò l'attrice Marion Foreman, dalla quale divorziò nel 1926 a causa della sua relazione extraconiugale con l'attrice Eva Le Gallienne. Si sposò una seconda volta nel 1927 con la scrittrice Ouida Bergere; i due rimasero insieme fino alla morte di lui nel 1967. Ouida morirà nel 1974.

### Carriera cinematografica
Durante gli anni venti, Rathbone interpretò ruoli shakespeariani in diversi teatri britannici. Entrò nel mondo del cinema recitando in alcuni film muti, fino alla sua definitiva consacrazione nel ruolo del detective Philo Vance nella pellicola L'enigma dell'alfiere nero (1929), tratta dal romanzo L'enigma dell'alfiere di S.S. Van Dine.

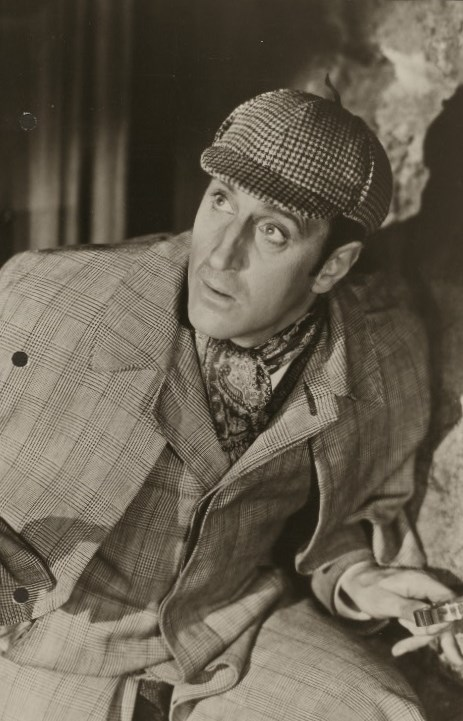
Basil Rathbone nei panni di Sherlock Holmes

Negli anni trenta partecipò a diversi film del genere cappa e spada, interpretando personaggi negativi ma dai modi gentili e raffinati; tra questi sono da ricordare David Copperfield (1935), Anna Karenina (1935), Gli ultimi giorni di Pompei (1935), Capitan Blood (1935), Le due città (1935), La leggenda di Robin Hood (1938), in cui fu un indimenticabile Sir Guy di Gisborne, L'usurpatore (1939), e Il segno di Zorro (1940), in cui interpretò il ruolo del Capitano Estéban Pasquale.
Alcune fonti affermano che Margaret Mitchell lo avesse inizialmente scelto per il ruolo di Rhett Butler nella versione cinematografica del suo romanzo Via col vento, sebbene in un'intervista dell'epoca ella affermasse di aver pensato addirittura al comico Groucho Marx .
Rathbone fu celebre per la sua eleganza e abilità nelle scene di duello, come quella sulla spiaggia di Capitan Blood o come nel finale di La leggenda di Robin Hood, in cui Sir Guy affronta Robin (Errol Flynn). Altri celebri duelli di spada appaiono in L'usurpatore, Il segno di Zorro e ne Il giullare del re (1956), dove si può ammirare una famosa scena in cui Danny Kaye taglia in due una candela con la spada, lasciandola accesa.
Nel 1937 Rathbone ottenne una candidatura al premio Oscar al miglior attore non protagonista per il ruolo di Tebaldo in Giulietta e Romeo (1936) di George Cukor, e ancora nel 1939 per la sua interpretazione di re Luigi XI in Un vagabondo alla corte di Francia (1938).
Tuttavia la sua figura è universalmente ricordata dal grande pubblico per l'interpretazione del personaggio di Sherlock Holmes nella fortunata serie di quattordici pellicole prodotte dalla Universal Studios tra gli anni trenta e gli anni quaranta. Rathbone impersonò il celebre investigatore anche nella trasmissione radiofonica Le nuove avventure di Sherlock Holmes, sempre accanto a Nigel Bruce nel ruolo del Dottor Watson.
Rathbone esordì come Sherlock Holmes nel 1939 in Il mastino di Baskerville, prima pellicola della serie, e il personaggio dell'investigatore gli rimase incollato per tutta la sua successiva carriera cinematografica. L'ultima pellicola della serie fu girata nel 1946 e Rathbone interruppe nello stesso anno anche l'interpretazione radiofonica del suo personaggio, passando il testimone allo stesso Nigel Bruce.
Rathbone calcò spesso anche i palcoscenici di Broadway, dove nel 1948 vinse un Tony Award come miglior attore per la sua interpretazione del Dr. Austin Sloper nel dramma L'ereditiera (la cui versione cinematografica valse poi un Premio Oscar a Olivia de Havilland).
Negli anni cinquanta interpretò due parodie di suoi vecchi successi, La grande notte di Casanova (1954), con Vincent Price e Bob Hope, e il già citato Il giullare del re (1956) con Danny Kaye. Ebbe inoltre un ruolo importante ne L'ultimo urrà (1958), dramma a sfondo politico diretto da John Ford. Nel frattempo partecipò a diverse trasmissioni televisive, ma recitò anche in diversi film di minor qualità. Nel 1962 apparve nella pellicola di produzione italiana Ponzio Pilato, con Massimo Serato e Riccardo Garrone.
Morì il 21 luglio 1967 a New York per un infarto ed è seppellito al Ferncliff Cemetery, Hartsdale, New York.

## Riconoscimenti
Basil Rathbone è tra le celebrità della Hollywood Walk of Fame ad avere tre stelle: per il cinema, per la radio e per la televisione.
- Premi Oscar 1937 – Candidatura all'Oscar al miglior attore non protagonista per Giulietta e Romeo
- Premi Oscar 1939 – Candidatura all'Oscar al miglior attore non protagonista per Un vagabondo alla corte di Francia

## Filmografia

### Cinema
- Innocent, regia di Maurice Elvey (1921)
- La sposa mascherata (The Masked Bride), regia di Christy Cabanne e (non accreditato) Josef von Sternberg (1925)
- The Great Deception, regia di Howard Higgin (1926)
- L'onestà della signora Cheyney (The Last of Mrs. Cheyney), regia di Sidney Franklin (1929)
- L'enigma dell'alfiere nero (The Bishop Murder Case), regia di David Burton e Nick Grinde (1930)
- Terra inumana (This Mad World), regia di William C. deMille (1930)
- Sin Takes a Holiday, regia di Paul L. Stein (1930)
- La donna e la femmina (A Notorious Affair), regia di Lloyd Bacon (1930)
- La mia vita per mio figlio (A Woman Commands), regia di Paul L. Stein (1932)
- Loyalties, regia di Basil Dean e Thorold Dickinson (1933)
- Davide Copperfield (The Personal History, Adventures, Experience, and Observation of David Copperfield, the Younger), regia di George Cukor (1935)
- Gli ultimi giorni di Pompei (The Last Days of Pompeii), regia di Ernest B. Schoedsack (1935)
- Capitan Blood (Captain Blood), regia di Michael Curtiz (1935)
- Le due città (A Tale of Two Cities), regia di Jack Conway (1935)
- Anna Karenina, regia di Clarence Brown (1935)
- Giulietta e Romeo (Romeo and Juliet), regia di George Cukor (1936)
- Il giardino di Allah (The Garden of Allah), regia di Richard Boleslawski (1936)
- Difendo il mio amore (Private Number), regia di Roy Del Ruth (1936)
- Buona notte amore! (Make a Wish), regia di Kurt Neumann (1937)
- L'ora del supplizio (Love from a Stranger), regia di Rowland V. Lee (1937)
- Tovarich, regia di Anatole Litvak (1937)
- Uno scozzese alla corte del Gran Kan (The Adventures of Marco Polo), regia di Archie Mayo (1938)
- La leggenda di Robin Hood (The Adventures of Robin Hood), regia di Michael Curtiz (1938)
- Missione all'alba (The Dawn Patrol), regia di Edmund Goulding (1938)
- Un vagabondo alla corte di Francia (If I Were King), regia di Frank Lloyd (1938)
- L'usurpatore (Tower of London), regia di Rowland V. Lee (1939)
- Il mastino di Baskerville (The Hound of the Baskervilles), regia di Sidney Lanfield (1939)
- I pionieri della costa d'oro (The Sun Never Sets), regia di Rowland V. Lee (1939)
- Le avventure di Sherlock Holmes (The Adventures of Sherlock Holmes), regia di Alfred L. Werker (1939)
- Il figlio di Frankenstein (Son of Frankenstein), regia di Rowland V. Lee (1939)
- Inferno dei tropici (Rio), regia di John Brahm (1939)
- Il segno di Zorro (The Mark of Zorro), regia di Rouben Mamoulian (1940)
- Musica segreta (International Lady), regia di Tim Whelan (1941)
- La banda Pelletier (Crossroads), regia di Jack Conway (1942)
- Follia scatenata (Fingers at the Window), regia di Charles Lederer (1942)
- Sherlock Holmes e la voce del terrore (Sherlock Holmes and the Voice of Terror), regia di John Rawlins (1942)
- Sherlock Holmes e l'arma segreta (Sherlock Holmes and the Secret Weapon), regia di Roy William Neill (1942)
- Sherlock Holmes a Washington (Sherlock Holmes in Washington), regia di Roy William Neill (1943)
- Sherlock Holmes di fronte alla morte (Sherlock Holmes Faces Death), regia di Roy William Neill (1943)
- Al di sopra di ogni sospetto (Above Suspicion), regia di Richard Thorpe (1943)
- Bellezze al bagno (Bathing Beauty), regia di George Sidney (1944)
- L'avventura viene dal mare (Frenchman's Creek), regia di Mitchell Leisen (1944)
- Sherlock Holmes e la donna ragno (The Spider Woman), regia di Roy William Neill (1944)
- L'artiglio scarlatto (The Scarlet Claw), regia di Roy William Neill (1944)
- Sherlock Holmes e la perla della morte (The Pearl of Death), regia di Roy William Neill (1944)
- Sherlock Holmes e la casa del terrore (The House of Fear), regia di Roy William Neill (1945)
- Sherlock Holmes e la donna in verde (The Woman in Green), regia di Roy William Neill (1945)
- Destinazione Algeri (Pursuit to Algiers), regia di Roy William Neill (1945)
- Terrore nella notte (Terror by Night), regia di Roy William Neill (1946)
- Il mistero del carillon o Vestito per uccidere (Dressed to Kill), regia di Roy William Neill (1946)
- Ladra di cuori (Heartbeat), regia di Sam Wood (1946)
- La grande notte di Casanova (Casanova's Big Night), regia di Norman Z. McLeod (1954)
- Non siamo angeli (We're not Angels), regia di Michael Curtiz (1955)
- Il giullare del re (The Court Jester), regia di Melvin Frank e Norman Panama (1956)
- Il sonno nero del dottor Satana (The Black Sleep), regia di Reginald Le Borg (1956)
- L'ultimo urrà (The Last Urrah), regia di John Ford (1958)
- Ponzio Pilato, regia di Gian Paolo Callegari e Irving Rapper (1962)
- La spada magica (The Magic Sword), regia di Bert I. Gordon (1962)
- I racconti del terrore (Edgar Allan Poe's Tales of Terror), regia di Roger Corman (1963)
- Il clan del terrore (The Comedy of Terror), regia di Jacques Tourneur (1964)

### Televisione
- Lights Out – serie TV, episodio 3x38 (1951)
- The Philip Morris Playhouse – serie TV, episodio 1x20 (1954)
- The Eddie Cantor Comedy Theater – serie TV, episodio 1x18 (1955)
- Scienza e fantasia (Science Fiction Theatre) – serie TV, episodio 1x16 (1955)
- Screen Directors Playhouse – serie TV, episodio 1x19 (1956)
- The Alcoa Hour – serie TV, episodio 2x07 (1956)
- The DuPont Show of the Month – serie TV, episodio 1x06 (1958)
- La legge di Burke (Burke's Law) – serie TV, episodio 2x28 (1965)

### Doppiatore
- Le avventure di Ichabod e Mr. Toad (The Adventures of Ichabod and Mr. Toad), regia di Jack Kinney, Clyde Geronimi e James Algar (1949)
- Basil l'investigatopo (Basil The Great Mouse Detective), regia di Ron Clements, John Musker, Burny Mattinson e David Michener (1986)

## Doppiatori italiani
Nelle versioni in italiano dei suoi film Basil Rathbone è stato doppiato da:
- Carlo Marini nei doppiaggi tardivi di Sherlock Holmes e il mastino di Baskerville, Le avventure di Sherlock Holmes, Sherlock Holmes e la voce del terrore, Sherlock Holmes e l'arma segreta, Sherlock Holmes a Washington, Sherlock Holmes di fronte alla morte, L'artiglio scarlatto, Destinazione Algeri
- Luciano De Ambrosis nel ridoppiaggio di Sherlock Holmes e nei doppiaggi tardivi di Sherlock Holmes e la perla della morte, Sherlock Holmes e la casa del terrore, Sherlock Holmes e la donna in verde, Il mistero del carillon, Terrore nella notte
- Emilio Cigoli ne Le due città (ridoppiaggio), Anna Karenina, Giulietta e Romeo (ridoppiaggio), Il giardino di Allah (ridoppiaggio), Il giullare del re, Il sonno nero del dottor Satana, Ponzio Pilato
- Sandro Ruffini in Tovarich (ridoppiaggio), L'usurpatore, Al di sopra di ogni sospetto, L'avventura viene dal mare
- Gualtiero De Angelis ne Il figlio di Frankenstein, La grande notte di Casanova
- Augusto Marcacci in Capitan Blood (ridoppiaggio), Un vagabondo alla corte di Francia
- Nando Gazzolo in Anna Karenina (2º ridoppiaggio), L'ultimo urrà
- Nerio Bernardi ne Il segno di Zorro
- Amilcare Pettinelli ne La leggenda di Robin Hood
- Ennio Cerlesi in Bellezze al bagno
- Guido Notari in Sherlock Holmes
- Arnoldo Foà in Anna Karenina (1º ridoppiaggio)
- Giulio Panicali in Uno scozzese alla corte del Gran Khan (ridoppiaggio)
- Bruno Persa in Non siamo angeli
- Giorgio Capecchi ne La spada magica
- Renato Turi ne I racconti del terrore
- Massimo Foschi in Bellezze al bagno (ridoppiaggio)
- Riccardo Garrone ne La grande notte di Casanova (ridoppiaggio)

Da doppiatore è stato sostituito da:
- Arturo Dominici in Basil l'investigatopo
- Massimo Corvo ne Le avventure di Ichabod e Mr. Toad (doppiaggio tardivo)
- Gino La Monica ne Le avventure di Ichabod e Mr. Toad (ridoppiaggio)

## Spettacoli teatrali
- The Heiress, di Ruth Goetz e Augustus Goetz (Broadway, 29 settembre 1947)

## Curiosità
- Il nome del protagonista del cartone animato Basil l'investigatopo, prodotto dalla Walt Disney, è un omaggio a Rathbone. Per una bizzarra coincidenza Sherlock Holmes usa il nome fittizio di "Capitano Basil" durante un'indagine in incognito nel racconto "L'avventura di Black Peter".
- Viene citato nel romanzo Memorie di una geisha di Arthur Golden.
- È uno dei personaggi del giallo The Howard Hughes Affair di Stuart Kaminsky (pubblicato in Italia con il titolo Il caso Howard Hughes, Giallo Mondadori N. 1682)